# Mesfin Sileshi

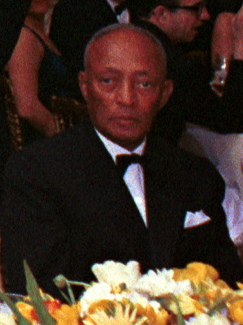
Mesfin Sileshi (1967)

Mesfin Sileshi (amharisch መስፍን ስለሺ; * 5. Juli 1905 in Hararghe; † 23. November 1974 in Addis Abeba) war ein äthiopischer Generalmajor und Politiker.
Er war Mitglied der sogenannten „Arbegnoch“ (amharisch für „Patrioten“), der nationalen Vereinigung von Veteranen des Widerstands und einer Pro-Monarchie-Gruppe. 
Nach der äthiopischen Revolution von 1974 und dem Sturz des Kaisers Haile Selassie wurde er verhaftet, ohne Gerichtsverfahren zum Tode verurteilt und am 23. November 1974 hingerichtet.